# Amphiachyris
- Commons
- Wikispecies

Amphiachyris (A.DC.) Nutt. é um género botânico pertencente à família Asteraceae.

## Basônimo
- Brachyris sec. Amphiachyris DC.

## Espécies
- Amphiachyris amoena
- Amphiachyris amoenum
- Amphiachyris dracunculoides
- Amphiachyris fremontii
- Amphiachyris spinosa